# Kyosko
Kyosko es una banda de Rock Cristiano, formada en el año 1994, proveniente de la ciudad de Buenos Aires, Argentina.

## Historia

### Comienzos
Se agrupan oficialmente en el año 1994, en la ciudad de Buenos Aires. Comenzaron tocando en escenarios de diversos y variados locales de su ciudad local; apoyados por sus familiares desde un principio, llegaron a tocar frente a grandes multitudes, y en lugares tales como Cemento, Cromagnon, e inclusive montaron escenarios en las calles. Compartiendo escenarios junto a grandes bandas.

### 2 Instantes
En 1997 ingresan por primera vez a los estudios de grabación para darle forma a su primer disco, “2 Instantes” que significó una íntegra producción propia e independiente. Un disco con 11 canciones, muy ligadas al rock argentino.

### No te alejes de mi
“No te alejes de mi”, su segundo trabajo, se edita en el 2001. También de manera independiente. Este disco se presentó en EXPOLIT y a partir de allí la banda se instaló no solo a nivel nacional sino en algunos países de Latinoamérica.

### 2 Instantes Reedición
A principios de 2003 Kyosko, que ya había iniciado la preproducción de su tercer disco, decidió apostar nuevamente a su primera producción y lanzaron en agosto de ese año “2 Instantes Reedición”. Resultando así una interesante propuesta de nuevas versiones de los temas que formaron parte del primer álbum. Esta segunda versión de su primer disco, incluye además 2 bonus tracks además del hit “Casimira” de No te alejes de mi, esta vez grabada en vivo.

### Maquillaje Gama
El 2004 fue un año donde la banda concentró toda su actividad en la producción de “Maquillaje Gama”, editado y distribuido por la disquera internacional EMI, material que salió al mercado en septiembre de ese año. El 3 de diciembre, Kyosko presentó Maquillaje en el teatro ND // Ateneo, en la ciudad de Buenos Aires, en el que incluyó también la proyección del videoclip “Quien sabe” de su primer corte de difusión, estrenado un día antes para la televisión abierta.
Con este disco Kyosko desafió fronteras llegando a todo Latinoamérica brindando conciertos en lugares donde antes no había llegado, incluyendo el haber ido por primera vez a Europa. Momento
en que firman contrato de distribución con Vida-Zondervan además de mantener la distribución
con EMI Music. Mientras transcurrían estos hechos, se fue recopilando material que se incluiría
en Maquillaje Vivo, un DVD documental con imágenes inéditas de la banda, videos clips y extras que los fanes supieron agradecer.

### Universo 4
En octubre de 2007 salió a la venta “Universo 4”, su más reciente producción musical, también editado y distribuido por la disquera internacional EMI y Vida-Zondervan . Con el hit “Inmortalidad” del cual también hicieron un videoclip que llegó a dar vuelta al mundo en pocas semanas de publicado. Este año además como parte de los festejos KYOSKO lanzó al mercado su segundo corte difusión Borde Real con un Clip producido con imágenes en 2D único en su estilo.

### La canción  que me salvó
"La canción que me salvó" fue grabada el 20 de junio de 2009, momento de la celebración de los 15 años con la música, este disco es una deuda saldada de la banda con su público. Con una selección rica en composiciones ya exitosas de la banda como Marionetas, En la nada, Brillará por siempre, Inmortalidad, No te alejes de mi entre otras y una selección increíble del acústico que compartió con Amanecer Vocal Group, el disco es una muestra de la fiesta que se vivió hace unos meses en el Teatro de Flores en Buenos Aires.

### Invisibles
En el año 2012 el grupo presenta su última producción de estudio Invisibles, un proyecto que cuenta con un variado rock derivado de sus grandes influencias británicas y con contenidos reflexivos en sus letras.
Kyosko musicalizó dos de las películas de Vida-Zondervan, donde Fabián Liendo, líder y voz, participó en la actuación de ambas películas: Versión de Vida y Pasión de Multitudes. De la primera película hicieron otro videoclip, “Dentro del olvido” otras de las canciones destacadas de Maquillaje Gama.

## Miembros
- Fabián Liendo: Voz
- -: Bajo
- Esteban Kubista: Batería
- Ezequiel Bisio: Teclado Electrónico
- Hernán 'Fula' Drisner: Guitarras

## Nominaciones y premios
Premios Cristo Rey 2005 
Mejor Álbum: Maquillaje Gama
Mejor Canción: Quien Sabe
Mejor Diseño de Portada 
Premios Arpa 2005 
Kyosko estuvo nominado en las categorías: 
Mejor Álbum de Rock/Pop: Maquillaje Gama
Mejor Diseño de Portada.
Premios Águila y UNESCO 2005
La ¨Asociación de comunicadores Sociales¨ ADECOS, una organización que trabaja en conjunto con UNESCO, otorgó a KYOSKO un premio en reconocimiento al esfuerzo que realizan al transmitir valores a través del Arte y la Música
GMA DOVE Awards 2006
Por primera vez en la historia de estos premios KYOSKO estuvo nominado en la categoría Mejor videoclip, por la canción "Quien Sabe", siendo la única banda Latina que alguna vez estuvo nominada en esta categoría. La nominación fue compartida con Switchfoot, Thousand Foot Krutch, Dizmas, Relient K y Kids in the Way.
Premios Francisco Canaro 2007
Mejor Grupo de Rock Cristiano
Premios G 2007
Mejor DVD, Maquillaje Vivo
Mejor Diseño de Portada, Maquillaje Gama
Mejor Video, Quien Sabe
Mejor Producción, Maquillaje Gama
Premios Gardel 2008
Nominados a Mejor Disco de Rock Cristiano
Disco de Oro 2008
Universo 4
Premios ARPA 2008
Mejor Diseño de Portada Universo 4
Mejor Video, Inmortalidad

Con un total de 5 álbumes de estudio KYOSKO se destaca al comunicar valores cristianos a través de su música y lírica. Cada álbum fue pensado para cuestionar y profundizar creencias, para reflejar la esperanza en cada canción.

La banda ha probado ser innovadora y creativa y sus letras nos desafían a poner la fe en acción, a iluminar donde más falta hace, donde más se necesita.

Hoy, quince años después, el desafío continúa.

## Discografía

### Álbumes de estudio
- 2 Instantes (1997)
- No Te Alejes De Mí (2001)
- 2 Instantes Reedición (2003)
- Maquillaje Gama (2004)
- Universo Cuatro (2007)
- Invisibles (2012)
- Real (2024)

### Álbumes en vivo
- La Canción Que Me Salvó (2009)
- Concierto (En Vivo): Kyosko 20 Años (2016)

### Sencillos independientes
- Love (2016)

- Viajero Del Viento (Remix por Andy Hunter) (2017)

- Rayo de Mar (feat. Evan Craft) (2019)

## Videoclips
- Quien Sabe (2004)
- Dentro Del Olvido (2004)
- Inmortalidad (2007)
- Borde Real (2007)
- Viajero Del Viento (Remix por Ander Hunter) (2016)
- Rayo de Mar (feat. Evan Craft) (2019)
- Canción de Luz (2019)
- Si Fueses Levantado (2019)

## Página oficial
- Sitio MySpace oficial de KYOSKO
- Sitio oficial de KYOSKO